# Peter Hedges
Peter Simpson Hedges (West Des Moines, 6 juli 1962) is een Amerikaans schrijver, scenarist en filmregisseur.

## Biografie
Peter Hedges werd in 1962 geboren in West Des Moines (Iowa) als de zoon van Robert Boyden Hedges en Carole Simpson. Zijn vader was een episcopaalse priester en zijn moeder was een psychotherapeute. Hij studeerde aan Valley High School en de kunstschool van de Universiteit van North Carolina. In 1993 trouwde hij met theateractrice Susan Bruce Titman. De twee kregen twee kinderen, waaronder acteur Lucas Hedges.

## Carrière
In de jaren 1980 schreef Hedges verschillende toneelstukken. In 1991 bracht hij de roman What's Eating Gilbert Grape uit. Twee jaar later werd het boek door Lasse Hallström verfilmd. Hedges schreef zelf het scenario voor de filmadaptatie.
In de daaropvolgende jaren schreef hij ook de scenario's van de boekverfilmingen A Map of the World (1999) en About a Boy (2002). Voor die laatste film ontving hij samen met regisseurs Paul en Chris Weitz een Oscarnominatie in de categorie voor beste aangepaste scenario.
In 2003 maakte Hedges met Pieces of April zijn regiedebuut. De film was gebaseerd op een scenario dat hij zelf geschreven had. Enkele jaren later schreef en regisseerde hij ook de komedie Dan in Real Life (2007). Het was de eerste keer dat hij samenwerkte met zijn zoon Lucas Hedges. In 2018 werkten de twee ook samen aan Ben Is Back.

## Prijzen en nominaties
| Film                            | Categorie                 | Uitslag        |
| Academy Awards                  | Academy Awards            | Academy Awards |
| ------------------------------- | ------------------------- | -------------- |
| About a Boy (2002)              | Beste aangepaste scenario | Genomineerd    |
| BAFTA Awards                    |                           |                |
| About a Boy (2002)              | Beste aangepaste scenario | Genomineerd    |
| Writers Guild of America Awards |                           |                |
| About a Boy (2002)              | Beste aangepaste scenario | Genomineerd    |
| Satellite Awards                |                           |                |
| A Map of the World (1999)       | Beste aangepaste scenario | Genomineerd    |

## Filmografie
| Jaar | Titel                         | Regisseur | Scenarist |
| ---- | ----------------------------- | --------- | --------- |
| 1993 | What's Eating Gilbert Grape   |           |           |
| 1999 | A Map of the World            |           |           |
| 2002 | About a Boy                   |           |           |
| 2003 | Pieces of April               |           |           |
| 2007 | Dan in Real Life              |           |           |
| 2012 | The Odd Life of Timothy Green |           |           |
| 2018 | Ben Is Back                   |           |           |